# Rijksdeling van Triparadisus
De Rijksdeling van Triparadisus was een overeenkomst gesloten in Triparadisus in 321 v.Chr. tussen de generaals (diadochen) van Alexander de Grote, waarin ze een nieuwe rijksregent aanstelden en de herverdeling van de satrapieën van Alexanders rijk onder elkaar. Het volgde en veranderde de Rijksdeling van Babylon, gesloten in 323 v.Chr. na de dood van Alexander de Grote.
Na de dood van Alexander werd de heerschappij van zijn rijk gegeven aan zijn halfbroer Philippus III Arrhidaeus en Alexanders zoon Alexander IV. Echter, omdat Philippus een psychische aandoening had en Alexander IV geboren werd na de dood van zijn vader, werd er een regent gekozen. Dit was Perdiccas. Ondertussen werden de vroegere generaals van Alexanders satraap van de verschillende regio's binnen zijn rijk.
Verschillende satrapen wilden echter meer macht verkrijgen, en toen Ptolemaeus, de satraap van Egypte, rebelleerde met enkele andere generaals rukte Perdiccas op tegen hem maar werd gedood bij een muiterij in zijn kamp. Ptolemaeus weigerde daarop het regentschap dat hem werd aangewezen en stelde daarop Peithon en Arrhidaeus voor als regent. Dit kreeg echter sterke tegenstand van Eurydice II, de vrouw van Philippus III Arrhidaeus, wat leidde bij de vergadering in 321 v.Chr. te Triparadisus tot het aanstellen van Antipater, in plaats van hen. De vergadering zorgde ook voor een herverdeling van de satrapieën tussen de verschillende generaals.

## De overeenkomst
Arrianus beschrijft het resultaat van de vergadering in Gebeurtenissen na Alexander, die overgeleverd werden door Photius (820-897):
"Dan en daar maakte Antipater een nieuwe verdeling van Azië, waarin hij gedeeltelijk de vorige bevestigde en deze gedeeltelijk verwijderde, volgens de noodzakelijkheid die vereist was. 
- Ten eerste, Egypte, Libya en de volledige enorme woestenij erachter, en alles wat verder verkregen is westwaarts, wees hij toe aan Ptolemaeus;
- Syrië aan Laomedon van Mytilene;
- Cilicië aan Philoxenus, omdat hij het vroeger had gehad.
- Onder de hogere provincies, Mesopotamië en Arbelitis werden geschonken aan Amphimachus, de broer van de koning;
- Babylonië, aan Seleucus;
- de prefectuur van de volledige provincie van Susa, aan Antigenes, die de kapitein was van de Macedonische Argyraspides, en die zich als eerste tegen Perdiccas verzet had.
- Peucestas behield zijn bewind over Persis,
- Tlepolemus dat van Carmanië,
- en Peithon dat van Medië, tot zo ver als de Kaspische Poort.
- Philippus behield zijn bewind van Parthië.
- Stasander dat van Arië en Drangiana.
- Stasanor de Soliër dat van Bactrië en Sogdiana;
- en Sibyrtius dat van Arachosië.
- Het land van de Parapamisiërs werd toegewezen aan Oxyartes, de vader van Roxane;
- en de grenzen van Indië naast de berg Parapamisus, aan Peithon, de zoon van Agenor.
- De landen daarachter, die bij de rivier de Indus, met de stad Patala (de hoofdstad van dat deel van India), werden toegewezen aan Poros.
- Die op de Hydaspes, aan Taxiles de Indiër; want het was geen gemakkelijke taak om hen af te zetten die bevestigd waren in hun gebieden door Alexander zelf, hun macht was zo groot geworden.
- Van de landen in het noorden van het Taurusgebergte werd Cappadocië toegewezen aan Nicanor;
- Phrygië, Lycaonië, Pamphylië, en Lycië, net als daarvoor, aan Antigonos.
- Carië aan Asander;
- Lydië aan Cleitus;
- en Phrygië aan de Hellespont aan Arrhidaeus.

Antigenes werd de verzamelaar van de schatting in de provincie Susa, en drieduizend van de Macedoniërs die het meest verdacht werden van muiterij, werden onder zijn hoede aangewezen.
Verder stelde hij Autolychus, de zoon van Agathocles, Amyntas, de zoon van Alexander en broer van Peucestas, Ptolemaeus, de zoon van Ptolemaeus, en Alexander, de zoon van Polyperchon, aan als bewakers om de konings persoon te bewaken.
Aan zijn zoon Kassander gaf hij de leiding van het paard; en aan Antigonos de troepen die daarvoor aan Perdiccas gegeven waren, en de zorg en bewaring van de koning, met het bevel om de oorlog tegen Eumenes verder te zetten. Na dat gedaan te hebben keerde Antipater zelf terug naar huis, erg toegejuicht door iedereen, voor zijn wijze en voorzichtige regeling."

## Samenvatting (TriparadisusenBabylon)
|                                 | Rijksdeling van Babylon | Rijksdeling van Babylon | Rijksdeling van Babylon | Rijksdeling van Triparadisus | Rijksdeling van Triparadisus |
| Rol of regio                    | Diodorus Siculus | Justinus | Arrianus+ en/of Dexippus* | Diodorus Siculus | Arrianus |
| ------------------------------- | --- | --- | --- | --- | --- |
| Koning van Macedonië            | Philippus III | Philippus III | Philippus III+ | Philippus III en Alexander IV | Philippus III en Alexander IV |
| Regent                          | Perdiccas | Perdiccas | Perdiccas+ | Antipater | Antipater |
| Commandant van de hetairoi      | Seleucus | Seleucus | n.v.t. | Kassander | Kassander |
| Commandant van de bewakers      | n.v.t. | Kassander | n.v.t. | n.v.t. | n.v.t. |
| Macedonië                       | Antipater | Antipater | Antipater+* en Craterus+ | Antipater | Antipater |
| Illyrië                         | Antipater | Philo | Antipater+* en Craterus+ | Antipater | Antipater |
| Epirus                          | Antipater | n.v.t. | Antipater+* en Craterus+ | Antipater | Antipater |
| Griekenland                     | Antipater | Antipater | Antipater+* en Craterus+ | Antipater | Antipater |
| Thracië                         | Lysimachus | Lysimachus | Lysimachus+* | Lysimachus | Lysimachus |
| Phrygië aan de Hellespont       | Leonnatus | Leonnatus | Leonnatus+* | Arrhidaeus | Arrhidaeus |
| Groot-Phrygië                   | Antigonos | Antigonos | Antigonos+* | Antigonos | Antigonos |
| Pamphylië                       | Antigonos | Nearchus | Antigonos+* | Antigonos | Antigonos |
| Lycië                           | Antigonos | Nearchus | Antigonos+* | Antigonos | Antigonos |
| Carië                           | Asander | Kassander | Kassander+ | Asander | Asander |
| Lydië                           | Menander | Menander | Menander+* | Clitus de Witte | Clitus de Witte |
| Cappadocië                      | Eumenes | Eumenes | Eumenes+* | Nicanor | Nicanor |
| Paphlagonië                     | Eumenes | Eumenes | Eumenes+* | Nicanor? | Nicanor? |
| Cilicië                         | Philotas | Philotas | Philotas+* | Philoxenus | Philoxenus |
| Egypte                          | Ptolemaeus | Ptolemaeus | Ptolemaeus+* | Ptolemaeus | Ptolemaeus |
| Syrië                           | Laomedon | Laomedon | Laomedon+* | Laomedon | Laomedon |
| Mesopotamië                     | Arcesilaus | Arcesilaus | Arcesilaus* | Amphimachus | Amphimachus |
| Babylonië                       | Archon | Peucestas | Seleucus* | Seleucus | Seleucus |
| Pelasgië                        | n.v.t. | Archon | n.v.t. | n.v.t. | n.v.t. |
| Groot-Medië                     | Peithon | Atropates | Peithon* | Peithon | Peithon |
| Klein-Medië of Media Atropatene | Atropates | Atropates | n.v.t. | n.v.t. | n.v.t. |
| Susiana                         | n.v.t. | Scynus | n.v.t. | Antigenes | Antigenes |
| Perzië                          | Peucestas | Tlepolemus | Peucestas* | Peucestas | Peucestas |
| Carmanië                        | Tlepolemus | n.v.t. | Neoptolemus* | Tlepolemus | Tlepolemus |
| Armenië                         | n.v.t. | Phrataphernes | n.v.t. | n.v.t. | n.v.t. |
| Hyrcanië                        | Phrataphernes | Philippus | Phrataphernes | Philippus? | Philippus? |
| Parthië                         | Phrataphernes | Nicanor | n.v.t. | Philippus | Philippus |
| Sogdiana                        | Philippus | Scythaeus | Philippus* | Stasanor | Stasanor |
| Bactrië                         | Philippus | Amyntas | n.v.t. 1 | Stasanor | Stasanor |
| Drangiana                       | Stasanor | Stasanor | Stasanor* | Stasander | Stasander |
| Arië                            | Stasanor | Stasanor | Stasanor* | Stasander | Stasander |
| Arachosië                       | Sibyrtius | Sibyrtius | Sibyrtius* | n.v.t. | Sibyrtius |
| Gedrosië                        | Sibyrtius | Sibyrtius | Sibyrtius* | n.v.t. | Sibyrtius? 2 |
| Paropamisia                     | Oxyartes | Oxyartes? 3 | Oxyartes* | Oxyartes | Oxyartes |
| Punjab                          | Taxiles | Taxiles | Taxiles* | Taxiles | Taxiles |
| Indus                           | Poros | Peithon, zoon van Agenor | Poros* | Poros | Poros |
| Gandhara                        | Peithon, zoon van Agenor | Peithon, zoon van Agenor | Peithon, zoon van Agenor | Peithon, zoon van Agenor | Peithon, zoon van Agenor |
| Noten                           | 1 = Er wordt gesuggereerd bij Dexippus en Arrianus dat Oxyartes de satraap van Bactrië bleef 2 = Niet expliciet vermeld, maar waarschijnlijk 3 = Waarschijnlijk vergissing van Justinus (hij schreef "Extarches") | 1 = Er wordt gesuggereerd bij Dexippus en Arrianus dat Oxyartes de satraap van Bactrië bleef 2 = Niet expliciet vermeld, maar waarschijnlijk 3 = Waarschijnlijk vergissing van Justinus (hij schreef "Extarches") | 1 = Er wordt gesuggereerd bij Dexippus en Arrianus dat Oxyartes de satraap van Bactrië bleef 2 = Niet expliciet vermeld, maar waarschijnlijk 3 = Waarschijnlijk vergissing van Justinus (hij schreef "Extarches") | 1 = Er wordt gesuggereerd bij Dexippus en Arrianus dat Oxyartes de satraap van Bactrië bleef 2 = Niet expliciet vermeld, maar waarschijnlijk 3 = Waarschijnlijk vergissing van Justinus (hij schreef "Extarches") | 1 = Er wordt gesuggereerd bij Dexippus en Arrianus dat Oxyartes de satraap van Bactrië bleef 2 = Niet expliciet vermeld, maar waarschijnlijk 3 = Waarschijnlijk vergissing van Justinus (hij schreef "Extarches") |